# Podrečany
Podrečany (ungarisch Patakalja – bis 1907 Podrecsány) ist eine Gemeinde im Süden der Slowakei mit 508 Einwohnern (Stand 31. Dezember 2024). Sie gehört zum Okres Lučenec, einem Kreis des Banskobystrický kraj, und ist zugleich Teil der traditionellen Landschaft Novohrad.

## Geographie
Die Gemeinde befindet sich am Übergang vom engen Tal des Krivánsky potok, der den Ort in zwei Teile teilt, in den Talkessel Lučenská kotlina, selbst eine Untereinheit der Juhoslovenská kotlina. Der höchste Punkt des Gemeindegebiets ist der Hügel Sedem chotárov mit 602 m n.m. im Westen. Das Ortszentrum liegt auf einer Höhe von 216 m n.m. und ist 12 Kilometer von Lučenec entfernt.
Nachbargemeinden sind Lovinobaňa (Hauptort und Ortsteil Uderiná) im Nordwesten, Norden und Nordosten, Točnica im Osten, Tomášovce im Süden, Gregorova Vieska im Südwesten sowie Stará Halič und Ružiná im Westen (auf einem Punkt am Hügel Sedem chotárov).

## Geschichte

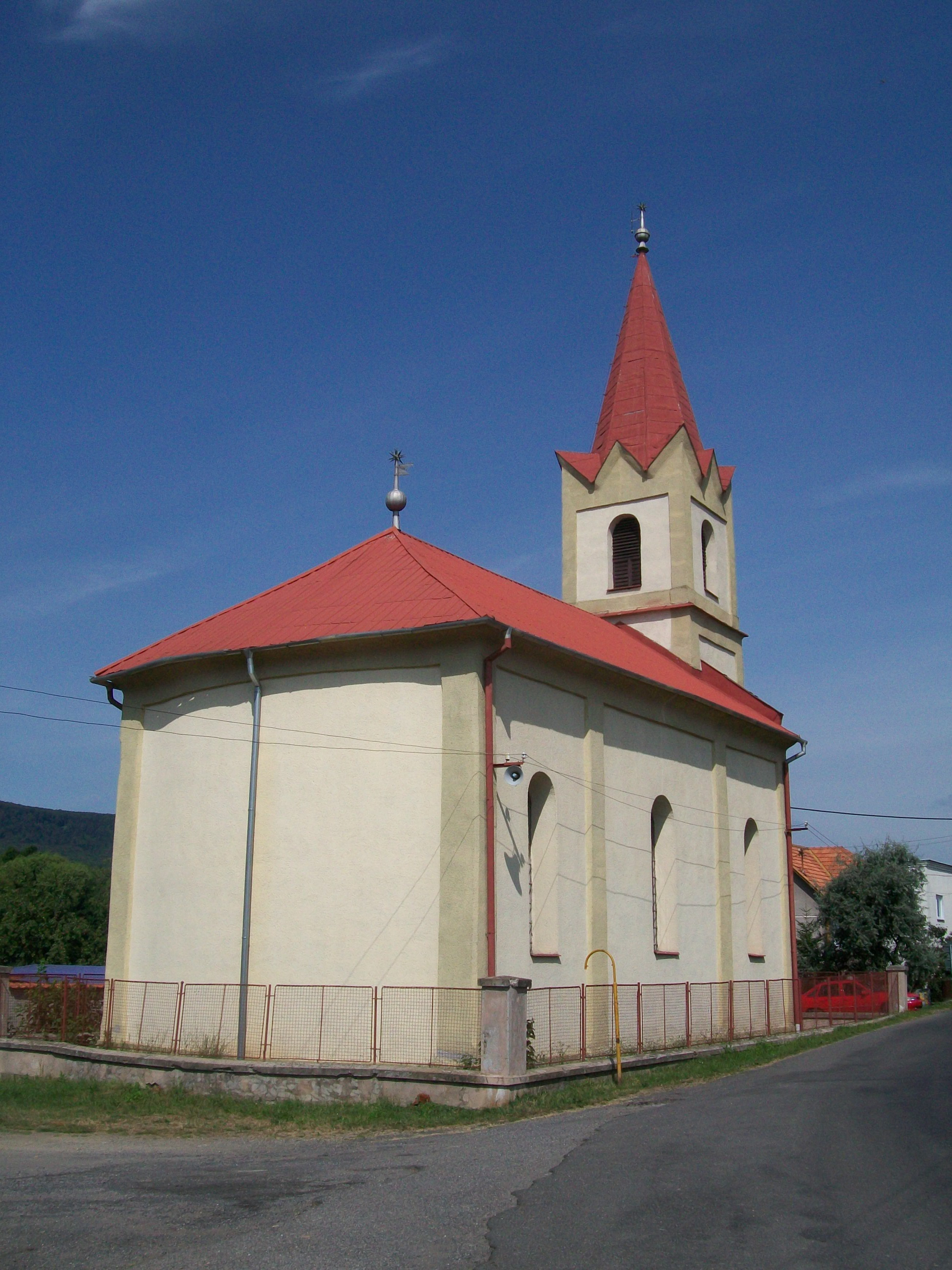
Evangelische Kirche

Bei Podrečany gab es eine Grabstätte der Urnenfelderkultur in der Spätbronzezeit.
Podrečany wurde zum ersten Mal 1393 als Potruchan schriftlich erwähnt und war Bestandteil der Herrschaft der Burg Divín. 1828 zählte man 38 Häuser und 279 Einwohner, die als Landwirte, Viehhalter und Pfeifenmacher beschäftigt waren. Dazu gab es im Ort eine Mühle und eine Brennerei.
Bis 1918/1919 gehörte der im Komitat Neograd liegende Ort zum Königreich Ungarn und kam danach zur Tschechoslowakei beziehungsweise heute Slowakei. 1956 wurde ein Magnesitbruch eröffnet, der 40 Jahre lang in Betrieb war und heute geflutet ist.

## Bevölkerung
| Jahr                | 1994 | 2004    | 2014    | 2024     |
| ------------------- | ---- | ------- | ------- | -------- |
| Anzahl der Personen | 563  | 599     | 565     | 508      |
| Unterschied         |      | +6,39 % | −5,67 % | −10,08 % |

| Jahr                | 2023 | 2024    |
| ------------------- | ---- | ------- |
| Anzahl der Personen | 519  | 508     |
| Unterschied         |      | −2,11 % |

Gemäß der Volkszählung 2011 wohnten in Podrečany 583 Einwohner, davon 521 Slowaken, sechs Tschechen, zwei Magyaren sowie jeweils ein Rom und Russe. 52 Einwohner machten keine Angabe zur Ethnie.
306 Einwohner bekannten sich zur römisch-katholischen Kirche, 166 Einwohner zur Evangelischen Kirche A. B. sowie jeweils ein Einwohner zu den Baptisten, zur evangelisch-methodistischen Kirche, zur griechisch-katholischen Kirche und zur orthodoxen Kirche. 47 Einwohner waren konfessionslos und bei 60 Einwohnern wurde die Konfession nicht ermittelt.

## Bauwerke und Denkmäler

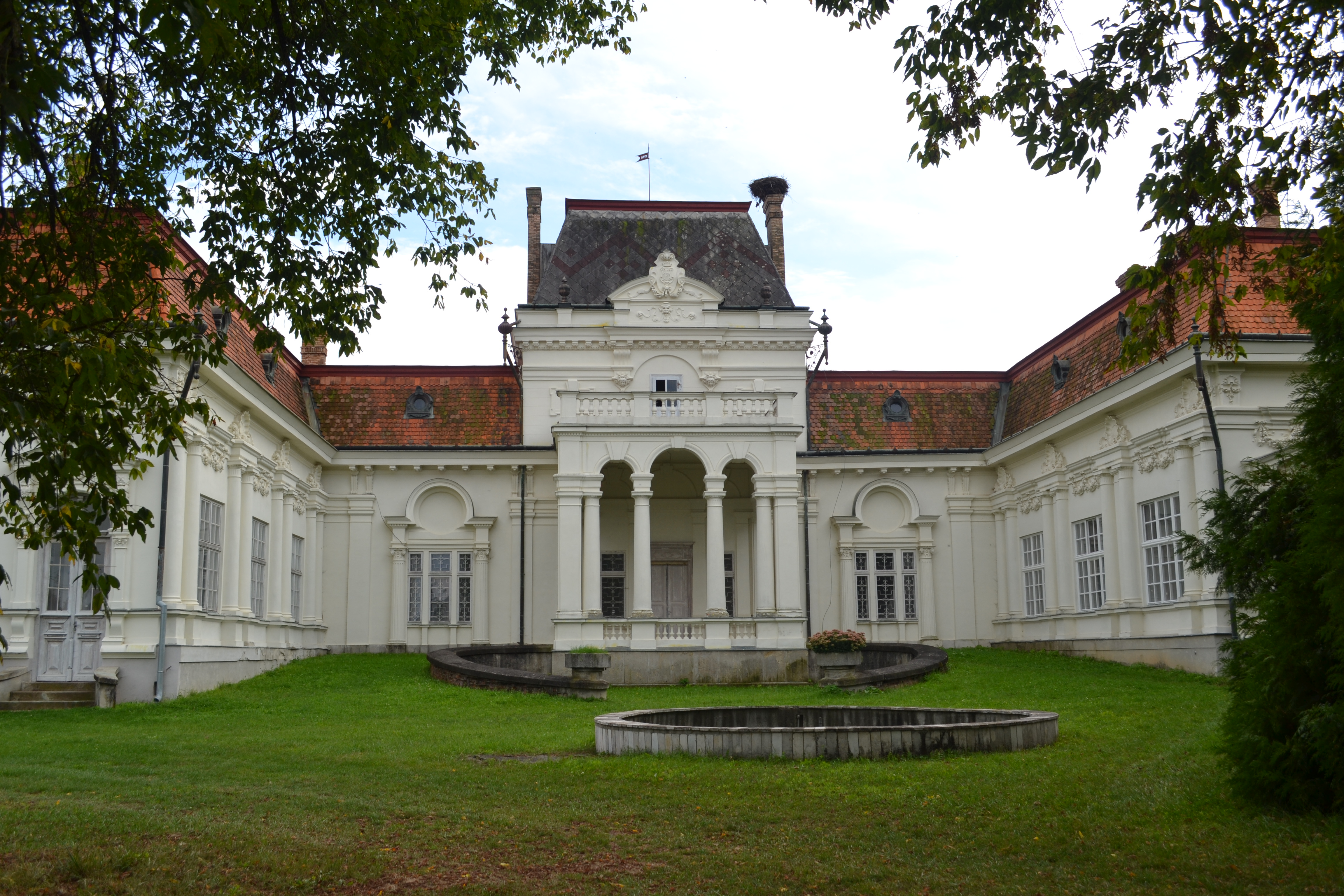
Landschloss in Podrečany

- Landschloss im Secessionsstil aus dem Jahr 1893, gebaut nach dem Vorbild von französischen Schlössern
- evangelische Kirche im klassizistischen Stil aus dem Jahr 1836
- Kapelle im Barockstil aus dem 18. Jahrhundert

## Verkehr
Nahe Podrečany passiert die Straße 1. Ordnung 16 zwischen Zvolen und Lučenec. Es gibt eine Haltestelle an der Bahnstrecke Salgótarján–Vrútky (Teilstrecke Fiľakovo–Zvolen).